# 暮色心境
《暮色心境》（法文：Le crepuscule, 英文：Evening Mood 又译 Twilight）是法国画家威廉·阿道夫·布格罗创作于1882年的一副油画。现藏于哈瓦那的古巴国家美术馆（National Museum of Fine Arts of Havana）。

## 类似作品
- 黎明
- 白昼
- 黑夜